# إله عاطل

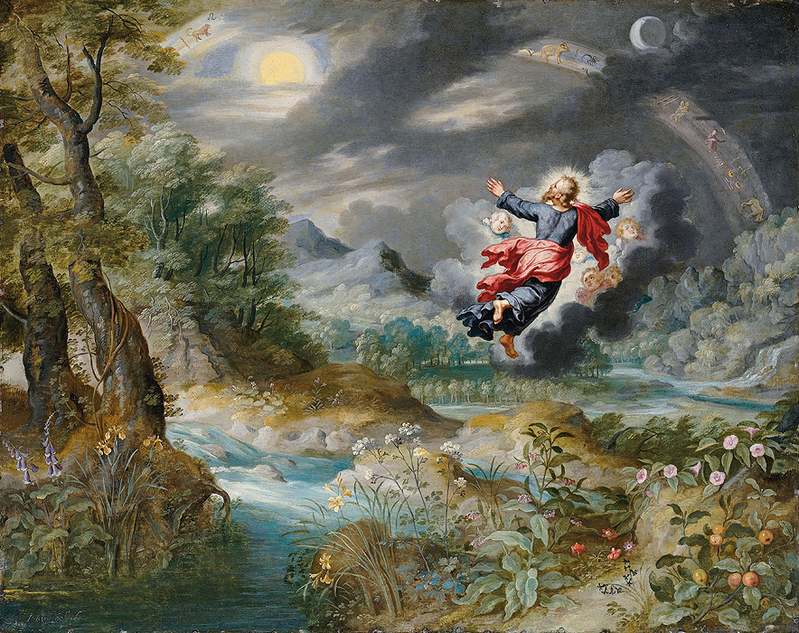
خلق الله الشمس والقمر والنجوم

في الإلهيات، الإله العاطل هو إله خالق[بحاجة لمصدر] يتقاعد إلى حد كبير من العالم ولم يعد يشارك في عملياته اليومية، وهو مبدأ مركزي للربوبية.